# Nazionale maschile di pallacanestro di Barbados
La nazionale di pallacanestro di Barbados è la rappresentativa cestistica di Barbados ed è posta sotto l'egida della Federazione cestistica di Barbados.

## Piazzamenti

### Campionati americani
- 1995 - 10°

### Campionati centramericani
- 1995 - 6°
- 2001 - 7°
- 2004 - 6°

## Formazioni

### Campionati americani
Campionato americano maschile di pallacanestro 19954 Edwards, 5 Rowe, 6 Rouse, 7 Harvey, 8 Stewart, 9 Stuart, 10 Payne, 11 Lloyd, 12 Butcher, 13 Hill, 14 Alleyne, 15 Phillips,        All. William Harper

### Campionati centramericani
Campionato centramericano maschile di pallacanestro 2001Lloyd, A. Alleyne, Payne, Rowe, Estwick, Massiah, Leacock, P. Alleyne, C. Griffith, Foster, P. Griffith, Straker, All. Mark Harding
Campionato centramericano maschile di pallacanestro 20044 Gill, 5 Motara, 6 Da. Browne, 7 Downes, 8 Ramsay, 9 Foster, 10 Payne, 11 Patterson, 12 Nurse, 13 De. Browne, 14 Layne, 15 Griffith,        All. -

### Campionati caraibici
Campionato caraibico maschile di pallacanestro 2000Leacock, Maynard, P. Alleyne, Griffith, Lloyd, Harewood, Rowe, Patterson, Layne, Payne, A. Alleyne, Estwick, All. -
Campionato caraibico maschile di pallacanestro 2002A. Alleyne, Payne, Patterson, Stracker, Boadu, John, Foster, Richards, Maynard, Simmons, P. Alleyne, Leacock, All. Mark Harding
Campionato caraibico maschile di pallacanestro 20064 Lockhart, 5 McDonald, 6 P. Alleyne, 7 Smith, 8 Nurse, 9 Browne, 10 Motara, 11 Patterson, 12 Gill, 13 A. Alleyne, 14 Richards, 15 Griffith,        All. -
Campionato caraibico maschile di pallacanestro 20074 Williams, 5 Moore, 6 Trotman, 7 Lockhart, 8 Simmons, 9 Marsh, 10 Motara, 11 Gill, 12 Haynes, 13 Vanderpool, 14 Griffith,        All. -
Campionato caraibico maschile di pallacanestro 20094 Patrick, 5 Motara, 6 Williams, 7 Holder, 8 Trotman, 9 Smith, 10 Jones, 11 Patterson, 12 Haynes, 13 Lockhart, 14 Gill, 15 Rowe,        All. -
Campionato caraibico maschile di pallacanestro 20144 Gibbons, 5 Clarke, 6 Lockhart, 7 Bridgeman, 8 Simmons, 9 Vanderpool, 10 Birkett, 11 Gill, 12 Marsh, 13 Moore, 14 J. Jones, 15 K. Jones,        All. Nigel Lloyd
Campionato caraibico maschile di pallacanestro 20154 Gibbons, 5 Williams, 7 Bridgeman, 8 Morris, 9 Vanderpool, 10 Birkett, 11 Gill, 12 Marsh, 13 Moore, 14 Jones,        All. Nigel Lloyd